# Új lexikon
Az Új lexikon, alcímén A tudás és a gyakorlati élet egyetemes enciklopédiája a Horthy-korszakban megjelent, magyar nyelvű általános lexikon.

## Jellemzői
Az Új lexikon egy komoly irodalmi vállalkozás volt az 1930-as években. Két neves korabeli kiadó, a Dante és a Pantheon Irodalmi Intézet fogott össze, hogy egy több kötetes lexikon kerüljön a magyar könyvpiacra. A szerkesztői munkálatokat Dormándi László (1898–1967) a Pantheon igazgatója (egyben regényíró) és Juhász Vilmos (1899–1967) kultúrtörténész–újságíró látta el. Juhász esetében kiemelendő, hogy a két világháború közötti időszak két más szaklexikonának (Irodalmi lexikon, 1927; Színészeti lexikon, 1930) már munkatársa volt.
A szerkesztők a következőt ígérték a vásárlóknak:
„Az UJ LEXIKON-nal évek sora óta az első olyan nagyobb arányú, egyetemes magyar lexikont adjuk a közönség kezébe, amely az első címszótól az utolsóig az élet mai képének megfelelően dolgozza fel az ismereteket és tudnivalókat. Kiváló szakférfiak és tudósok segítségével teljesen új címszóanyagot állítottunk össze az UJ LEXIKON számára. Célunk az volt, hogy az élő ismeretekről – akár a jelenre, akár a multra vonatkoznak – átfogó, minden problémát felölelő tárgyilagos képet adjunk. Mellőztük az elavult s ma már értéktelen címszavak holt ballasztját, amelyet régebbi lexikonok évtizedek óta hurcolnak magukkal. Különös súlyt helyeztünk a tárgyi címszavakra s ezek közül is elsősorban azokra, amelyek a ma embere érdeklődésének előterében állanak. Az utolsó két évtizedben több történt, mint azelőtt emberöltőkön át. Arra törekedtünk, hogy a tudomány és politika kérdéseiben a legutolsó eseményekig bezárólag tájékoztathassuk a lexikon olvasóit. Bátran állíthatjuk, hogy az UJ LEXIKON a világ legújabb, legfrissebb egyetemes lexikona. A teljes munka egy év leforgása alatt jelenik meg és így elkerültük a veszélyt, hogy az utolsó kötet megjelenésekor az első kötet már elavult adatokat tartalmazzon.”
A mű kereken 200 munkatársa között a korabeli tudományos–irodalmi élet számos nagysága felbukkan. A lexikonnak sorozatnak végül kétféle változata készült el, és mindkettő 1936-ban meg is jelent. Az első verzió 6 kötetet, a második 8 kötetet tartalmazott. A 6 kötetes változat terjedelme 3968 kéthasábos nyomtatott oldalt tett ki.

## Újranyomott és elektronikus kiadás
A műnek újranyomott kiadása nincs, elektronikusan viszont elérhető.

## Kiállítás
23 cm x 16 cm nagyságú, sötétkék egész vászonkötésben jelent meg. A kötetek elülső borítóján felül arany keretben arany nagy betűkkel az „UJ LEXIKON” felirat, alul ugyanúgy arany keretben arany nagy betűkkel a „DANTE-PANTHEON KIADÁS” olvasható. A gerincen felülre arany mezőben kék betűkkel a sorozat, alatta arany-kék sávozott mezőben a kötetszám (római számmal), legalulra arany mezőben kék betűkkel a kötetcím került.
A köteteket számos fekete-fehér fénykép, egész oldalas tábla, szövegkép, színes ragasztott ábra, táblázat és térkép díszíti.

## Munkatársak
Az Új lexikon munkatársainak jegyzékét az I. kötet VI–VII. oldala sorolja fel.
- glogoni Andreich Jenő dr., okl. mérnök, közg. mérnök, egyet. m.-tanár, egyet. adjunktus.
- vörösberényi Ángyán János dr., belgyógyász, egyet. ny.r. tanár
- Artner Edgár dr., egyet. m.-tanár.
- Asztalos Miklós dr. történetíró, Magy. Nemzeti Múzeumi őr, a „Könyvtári Szemle“ szerk.
- Babits Mihály, író.
- Bäck Ernő, elektromérnök.
- Baktay Ervin dr., író, keleti kutató, a „Földgömb“ szerk.
- Balanyi György dr., történész, egyet. m.-tanár, a Szent István Akad. osztálytitk., a Bpesti Piarista Gimn. igazgatója.
- Balassa József dr., nyelvész, tanár, a „M. Nyelvőr“ szerk.
- Bálint Alice, pszichológus, etnológus.
- Bálint Mihály dr., orvos, a Magy. Pszichoanalitikai Egyes. Rendelőintézetének vezetője.
- Balla Antal dr., történetíró, szerkesztő.
- Ballal Károly, szerkesztő.
- Ballenegger Róbert dr., egyet. m.-tanár, a Kert. Tan. int. tanára.
- dr. Bárány Istvánné, dr. Oberschall Magda, művészettörténész, múzeumi segédőr.
- Barát Béla dr., építész, művészettörténész.
- Bárczy Gusztáv dr., a Süketnémák Intézetének főorvosa.
- Bartalis János, író, tanár.
- Málnási Bartók György, filozófus, egyet. tanár, a M. Tud. Akad. l. tagja.
- G. Beke Margit, írónő, műfordító.
- Benedek László dr., ideg-elmegyógyász, egyet. ny. r. tanár, a Magy. Pszichológiai Társ. elnöke.
- Benedek Marcell dr., író.
- Bertalan István dr., a Bpesti Ker. és Iparkamara titkára.
- Biczó András, tanár, festőművész.
- Bíró József dr., író.
- Bresztovszky Ede, író, szerkesztő.
- Buday Árpád dr., régész, egyet. ny. r. tanár.
- Csolnokossi Cholnoky Jenő dr., okl. mérnök, egyet. ny. r. tanár, a Magy. Tud. Akad. tagja, a Földrajzi Társ. elnöke, az angol Royal Geogr. Soc. t. tagja stb.
- Császár Elemér dr., irodalomtörténész, egyet. ny. r. tanár, a Magy. Tud. Akad. tagja.
- Csillag Pál dr., matematikus.
- Csukás Zoltán dr., gazdasági akad. tanár.
- Darvas Róbert, bridge-író.
- Dezsény Miklós, folyamőr főhajónagy.
- Dobrovits Aladár dr., archeológus, múzeumi segédőr.
- Doromby Károly, szerkesztő.
- Erdős József, vegyészmérnök, egyet. klin. szaksegéd.
- ifj. Ruttkai Erődi-Harrach Béladr., szociálpolitikus, egyet ny. r.tanár.
- Farkas Aladár dr., kórházi főorvos.
- Fejtő Ferenc, író, esztétikus.
- Fettich Nándor dr., régész, múzeumi őr, egyet. m.-tanár.
- Forró Magdolna dr., az Egyet Kíséri. Fizik. Int. adjunktusa
- Friedman Dénes dr., főrabbi.
- Fegyvemcki Frommer István, igazgató.
- vitéz Gáiócsy Zsigmond dr., okl. vaskohómérnök, egyet. m.-tanár.
- Gergely Győző, író, szerkesztő.
- Germán Tibor dr., fül-, orr- és torokorvos, egyet. m.-tanár, a Gróf Apponyi Poliklinika főorvosa.
- Gerritsen Vilmos, a farkaskölyök mozgalom vezetője.
- dr. Göucziné, Lénárd Mária, okl. kertész.
- Görög Imre dr., történész, tanár.
- Grofcsik János, vegyészmérnök, felsőiparisk. tanár.
- Gunda Béla, etnográfus, az Egyet. Néprajzi Int. adjunktusa.
- Hajdú Hugó, igazgató.
- Hajós Endre, karmester, zenei író.
- Halmos István dr., MÁV tanácsos, a Magyar Vasút és Közl. főszerk.
- Hantos Elemér dr., ny. államtitkár, egyet. ny. r. tanár.
- Hatvány Bertalan báró, író.
- HeidelbergGyörgy dr., közgazdász.
- Herczegh József dr., okl. bányamérnök, központi bányafelügyelő.
- Hevesi Sándor dr., író, a Nemzeti Színház ny. igazgatója, az Orsz. Színműv. Akad. t.tanára.
- Hevesy Iván dr., művészettörténész.
- Hoffmann Edith dr., művészettörténész, múzeumi igazgatóőr.
- Honti János dr., etnográfus.
- Honti Rezső dr., nyelvész, irodalomtörténész.
- Horger Antal dr., nyelvész, egyet. ny. r. tanár, a Magy. Tud. Akad. l., a Szent István Akad. r. tagja.
- Horváth Zoltán, író.
- Sz. Hubay Andor, festőművész, a Nemzeti Szalon Műv. Egyes, igazgatója.
- Szalatnai Hubay Jenő dr., az Orsz. Zeneműv. Főisk. ö. t. elnöke, a Felsőház tagja, udvari tanácsos, a Magy. Tud. Akad. t. tagja.
- Huszár Pál dr., ny. miniszteri tanácsos.
- Ibrányi Ferenc dr., esztergomi főegyh. áldozópap, hittud. főisk. tanár, egyet. m.-tanár.
- Ilosvai Lajos Károly, m. kir. gazdasági főtanácsos, a Magy. Ebteny. Orsz. Egyes, igazg.
- Imre Lajos dr., a Radiológiai Int. tanársegédje.
- Jaschik Almos, grafikus, főisk. tanár.
- Jendrassik Lóránd dr., fiziológu» egyet. m.-tanár.
- Kádár László dr., geográfus, egyet. tanársegéd.
- Kádas Kálmán, okl. gép.-mérnök, közg. mérnök.
- Kadic Ottokár dr., a Magy. Barlangkutató Társ. ügyv. elnöke, egyet. c. rk. tanár, a Szent István Akad. r. tagja.
- Kadocsa Gyula dr., Kir. Kísérletügyi igazg., műegy. előadó.
- Kalocsay Kálmán dr., belgyógyász, egyet. m.-tanár, a Szent. László közkórház főorvosa.
- Kárpáti Zoltán dr., botanikus, egyet. gyakornok.
- Kauser János, okl. gépészmérnök, a M. Kir. Mechanikai és Elektromosipari Szakisk. tanára, törvényszéki hites rádiószakértő.
- Kázmér Ernő, író, Dubrovnik.
- Kemény Gábor dr., pedagógus, a Nagy László Könyvtár szerk.
- Kerccsényi Dezső dr., irodalomtörténész, tanár.
- Kerék Mihály dr., a Magy. Gazdaszöv. titkára.
- Kerényi György dr., karmester, zeneszerző.
- Kertész Manó dr., nyelvész, tanár.
- Kéz Andor dr., egyet m.-tanár, a „Földgömb“ és „Földrajzi Közlemények“ szerk.
- Klemp Gusztáv, ny. felsőipar-isk. tanár.
- Knapp Oszkár dr., okl. vegyészmérnök, műszaki író.
- Komlós Aladár, irodalomtörténész, író, tanár.
- Kormos Tivadar dr., paleontológus.
- Kovács György dr., orvos, író.
- Kulhay Gyula dr., mineralógus, egyet. tanársegéd.
- Kunos Ignác dr., orientalista, egyet.c. ny. rk. tanár, a Magy. Tud. Akad. l. tagja.
- Kühár Flóris dr., bencés házfőnök, egyet. m.-tanár, a Szt. István Akad. tagja.
- Lambrecht Kálmán dr., paleontológus, egyet. c. ny. rk. tanár.
- Lassovszky Károly dr., a Csillagvizsg. Int. adjunktusa.
- László Gyula dr., archeológus, Nemzeti Múzeumi tisztviselő.
- Leidenfrost Gyula dr., tengerkutató, főisk. r. és egyet. m.-tanár, kir. főigazgató.
- Lengyel Sándor, m. kir. főerdőtanácsos.
- Szentlőrinczi Llebermann Leó dr., szemész, egyet. rk. tanár, egészségügyi főtanácsos.
- vitéz Lithvay Mihály, kertészeti int. tanár.
- Lónyai Ferenc, m. kir. szőlészetiborászati felügyelő.
- Lóránt György, gépészmérnök, textilgyári igazgató.
- Lukács György dr., ny. miniszter, politikai író.
- Lux Lálmán dr., építészmérnök, egyet. m.-tanár.
- Lyka Károly, művészettörténész, ny. főisk. tanár.
- Madzsar Alice, mozdulatművészet és testkultúra pedagógus.
- Magyar Sándor, ny. áll. százados, pilóta.
- Vitéz Málnási Ödön dr., történetíró, tanítóképző int. tanár.
- Molnár Antal, zenetudós, az Orsz. Zeneműv. Főisk. tanára.
- Mórotz Kálmán, okl. gépészmérnök, közg. mérnök.
- Nagy István György, okl. gépészmérnök, techn. szakíró.
- Nagy Lajos dr., archeológus, az Aquincumi ásatások igazg., egyet. m.-tanár, a Magy. Tud. Akad. l. tagja.
- Nagy Sándor, okl. mérnök, techn. és filoz. író.
- Németh Andor, író.
- Németh Antal dr., a Nemzeti Szinh. igazgatója.
- Novák Kde, építész.
- Odry Árpád, főrendező, az Orsz. Színműv. Akad. igazg.
- Olgyay Miklós dr., egyet. tanársegéd.
- Ortutay Gyula dr., etnológus, a Magyarságtudomány szerk. múzeumi tisztviselő, Rádió-lektor.
- Palasovsky Ödön, rendező, táncpedagógus.
- Pálfy György, sportszakíró.
- Havadi Páll Andor, okl. gépészmérnök, ny. áll. felsőiparisk. ig.-tanár.
- Pataki Dezső, író.
- Pataky Arnold dr., hittudós, egyet. ny. r. tanár, pápai prelátus, c. apát, a Szent István Akad. I. osztályának elnöke.
- Pattantyús-Ábrahám Géza dr., gépészmérnök, müegyet. tanár.
- Payrné Klefánt Olga dr., iparművészeti író.
- Penyigey M. Dénes, gazd. akad. tanársegéd.
- Perlaky Mihály, vezérkari őrnagy, katonai író.
- Péter András dr., művészettörténész, egyet. m.-tanár.
- Pinezés Zoltán, csendőrőrnagy, a csendőrtiszti iskola tanára.
- Plank Jenő dr., egyet. rk. tanár, vegyészmérnök.
- Pollatschek Elemér dr., gégeorvos, egyet. m.-tanár, kórh. főorvos.
- Pongrácz Sándor dr., zoológus és paleontológus, egyet. m.-tanár, múzeumi osztályigazg.
- Prack László dr., gazd. akad. tanár, az Orsz. Mezőgazd. Üzemi Int. igazg.
- Preisich Kornél dr., gyermekgyógyász, egyet. m.-tanár.
- Prinz Gyula dr., geográfus, egyet. ny. r. tanár, a Magy. Tud. Akad. l. tagja.
- Prőhle Vilmos dr., egyet. tanár, a Keletázsiai Int. és Egyiptomi gyűjt. igazgatója.
- Radnai Béla dr., szakisk. igazg., a M. Gyorsírók Orsz. Szöv. ügyv. alelnöke.
- Raith Tivadar tanár, a Szemle szerk.
- Rátz Kálmán, gazdaságtörténész, ny. őrnagy, országgy. képviselő.
- Reményi József dr., író, irodalomtörténész, clevelandi egyet. tanár.
- Révay József dr., ny. középisk. ig., képesített egyet. m.-tanár, lektor és szerk.
- Révész Imre dr., egyháztörténész, egyet. ny. r. tanár, a Magy. Tud. Akad. l. tagja.
- Rezsny Kálmán, okl. gépészmérnök, MÁV műszaki tanácsos.
- Róheim Géza dr., etnológus.
- Rohonyi Miklós dr., főállatorvos, bakteriológus, gyógyszervegy. int. igazg.
- Róvó Aladár, nyomdai vezérigazgató.
- Salomváry Angela dr., kísérletügyi asszisztens.
- Sándorfy Kamill dr., a M. kir. Igazságügymin.-ba beosztott kir. kúriai bíró, egyet. m.-tanár.
- Sárkány Sándor dr., botanikus, egyet. tanársegéd.
- Sárközi György, író.
- Sárközy Pál dr., szentbenedek-rendi áldozópap, matematikus, egyet. m.-tanár, főisk. igazg., a Szent István Akad. tagja.
- Schöpflin Aladár, író.
- Schultheisz Emil dr., századoshadbíró, jogakad. előadó tanár.
- Schütz Antal dr., piarista, egyet. r. tanár, a Magy. Tud. Akad. l., a Szent István Akad. r. tagja.
- Schwcng Lóránt, okl. gépészmérnök, közg. mérnök, egyet. adjunktus.
- Sikabonyi Antal dr., nemzeti múzeumi könyvtárnok, a Külügymin. könyvtár vezetője, író.
- Siklós Albert, az Országos Zeneműv. Főisk. tanára, az Irodalmi és Műv. Tan. tagja, a „Zene“ szerk.
- Simon Béla dr., fogorvos, egyet. m.-tanár, a Gróf Apponyi Poliklinika főorvosa.
- Somogyi Antal dr., teológiai tanár.
- Hollósi Somogyi József dr., egyet. előadó, Magy. Nem. Múzeumi segédőr.
- Soós Lajos dr., zoológus, múz. igazg.
- Stark János dr., közgazdász, fővárosi könyvtáros.
- Steiner Endre, sakkmester
- Sümegi László dr., Bp. Szkfőváros Gázmüveinek műszaki főtanácsosa.
- Sűrű János, vegyészmérnök, kutató
- Sygall Ottó, gépészmérnök.
- Szabolcsi Bence dr., zenetudós.
- Szeghő István dr., légügyi felügyelő.
- Székely Kovács Ferenc, építész-mérnök.
- Szél Tivadar dr., miniszteri titkár,
- Szentimrei Jenő, író, szerkesztő.
- Szentlrmay Imre, miniszteri titkár
- Szieberth Imre, kormánytanácsos, áll. vasgyári felügyelő, szakíró.
- Vitéz Takách Gyula, gazdasági felügyelő, a m. kir. Növénytermelési Hiv. igazgatója.
- Felvinczi Takács Zoltán dr., a Hopp Ferenc Keletázsiai Műv. Múzeum igazg., egyet. c. rk. tanár.
- Tátray István dr., műegyet. tanár, okl. mérnök, közg. és birtokrendező mérnök, műszaki főtanácsos.
- Telegdi Zslgmond dr., nyelvész, egyet. tanársegéd.
- Vitéz Temesy Győző dr., tanár, a Magy. Cserkészszöv. társelnöke, a Földrajzi Társ. főtitkára.
- Todor P. Avram, a Román Tud. Akad. tagja, könyvtáros, szerkesztő.
- Tomcsányl János, ny. kir. tanfelügyelő, író.
- Tóth Géza, a Meteorológiai Int. adjunktusa.
- Tóth László dr., egyet. tanár.
- Túróczi-Trostler József dr., irodalomtörténész, gimn. tanár.
- Vájná István dr., MFTR felügyelő.
- Vájná László dr., okl. közgazda.
- Vámos Ferenc, mérnök, építészettörténeti író, etnológus.
- Varró István dr., Ker. és Iparkamarai titkár, szerkesztő.
- Vitéz verébélyi Vercbély László, okl. gépészmérnök, müegyet. tanár, az Orsz. Középítési Tan. alelnöke.
- Verebély Tibor dr., sebész, egyet. tanár, klinikai igazg., a Magy. Tud. Akad. tagja.
- Vikár Béla, elnöki főtanácsos, a Magy. Tud. Akad. tagja.
- Wleaner Juliska, írónő.
- Wlldncr Ödön dr., ny. szkfővárosi tanácsnok.
- Yolland Artur dr., irodalomtörténész., egyet. tanár.
- Zalánfy Aladár, a Zeneműv. Főisk. tanára, orgonamüvész.
- Zólyomi Bálint dr., botanikus, V. egyet. tanársegéd.
- Zsedényi Zoltán, vezérkari őrnagy.
- Zsitvay Tibor dr., ny. miniszter, orszgy. képviselő, a Magy. Turista Szöv. elnöke.

## Kötetbeosztás

### A 6 kötetes változat
| Kötetszám | Kötetcím | Kiadási év | Oldalszám |
| --------- | -------- | ---------- | --------- |
| I.        | A–Bra    | 1936       | 608       |
| II.       | Bre–Fény | 1936       | 615       |
| III.      | Fer–Ira  | 1936       | 651       |
| IV.       | Ire–Magy | 1936       | 659       |
| V.        | Magy–Rea | 1936       | 776       |
| VI.       | Reb–Zsűr | 1936       | 711       |

### A 8 kötetes változat
| Kötetszám | Kötetcím   | Kiadási év | Oldalszám |
| --------- | ---------- | ---------- | --------- |
| I.        | A–Ben      | 1936       |           |
| II.       | Ben–Elem   | 1936       |           |
| III.      | Elem–Geo   | 1936       |           |
| IV.       | Geo–Ira    | 1936       |           |
| V.        | Ire–Külf   | 1936       |           |
| VI.       | Külk–Nagyv | 1936       |           |
| VII.      | Nagyv–Sárk | 1936       |           |
| VIII.     | Sárk–Zsür  | 1936       |           |